# Serie C 1949-1950
La Serie C 1949-1950 fu la dodicesima edizione della terza categoria del campionato italiano di calcio, la seconda gestita dalla Lega Nazionale.

## Avvenimenti
La manifestazione aveva trovato finalmente stabilità, e si svolse con la stessa formula della precedente edizione, salvo un numero maggiore di retrocessioni volte a dare un piccolo taglio progressivo agli organici. Le squadre iscritte furono 82, di cui quattro provenienti dalla Serie B e dodici dalla Promozione.
Come già accaduto l'anno prima, le lotte di vertice furono molto serrate. Ritrovò subito la serie cadetta il Seregno - destino inverso a quello del Pescara che andò direttamente in quarta serie - che approfittò della rinuncia allo spareggio del Mortara, società con netti limiti economici. Successi anche per il Treviso, d'un soffio sul Parma, e per l'Anconitana, mentre al Sud il Messina travolse allo spareggio il Cosenza.
In zona retrocessione è da segnalare il farragionoso comportamento della FIGC, che annunciò un progetto di riduzione degli organici, ma demandò la sua precisa definizione ad una serie di commissioni da stabilirsi a stagione in corso. Quando le riunioni si conclusero e venne decretata la riduzione dei gironi a 18 squadre cadauno, in più distribuendo i posti releganti in maniera quasi indipendente dalla numerosità dei gruppi, molte squadre si trovarono d'un tratto a malpartito a campionato già volgente al termine. Furono soprattutto le società meridionali a lamentarsi, dato che il pesante contributo loro imposto, abbinato agli scarsi rimpiazzi giungenti dalla sottostante Lega Sud della Promozione, comportava matematicamente la depauperazione del loro girone nella stagione successiva. Quando poi al Nord la stagione si chiuse con la clamorosa caduta della Pro Vercelli, all'epoca terza squadra d'Italia per numero di scudetti dopo Genoa e Juventus, la FIGC si convinse a riammetterla insieme ad altre società nelle altre zone del paese, rinviando il progetto di riduzione dei gironi.

## Girone A

### Squadre partecipanti
| Club         | Stagione | Città                  | Stadio                        | Stagione precedente                          |
| ------------ | -------- | ---------------------- | ----------------------------- | -------------------------------------------- |
| Asti         | dettagli | Asti                   | Campo Comunale                | 15º posto in Serie C/A                       |
| Biellese     | dettagli | Biella (VC)            | Stadio Lamarmora              | 15º posto in Serie C/A                       |
| Casale       | dettagli | Casale Monferrato (AL) | Stadio Natale Palli           | 5º posto in Serie C/A                        |
| Crema        | dettagli | Crema (CR)             | Stadio comunale               | 11º posto in Serie C/A                       |
| Fossanese    | dettagli | Fossano (CN)           | Campo comunale                | 13º posto in Serie C/A                       |
| Gallaratese  | dettagli | Gallarate (VA)         | Stadio Alessandro Maino       | 7º posto in Serie C/A                        |
| Luino        | dettagli | Luino (VA)             | Stadio comunale               | 1º posto in Promozione Lega Nord/B, promosso |
| Monza        | dettagli | Monza (MI)             | Stadio San Gregorio           | 11º posto in Serie C/A                       |
| Mortara      | dettagli | Mortara (PV)           | Stadio comunale               | 3º posto in Serie C/A                        |
| Omegna       | dettagli | Omegna (NO)            | Campo comunale                | 14º posto in Serie C/B                       |
| Parabiago    | dettagli | Parabiago (MI)         | Stadio civico Libero Ferrario | 15º posto in Serie C/A                       |
| Pavia        | dettagli | Pavia                  | Stadio comunale               | 11º posto in Serie C/B                       |
| Pro Lissone  | dettagli | Lissone (MI)           | Campo della Palestra          | 14º posto in Serie C/A                       |
| Pro Vercelli | dettagli | Vercelli               | Stadio Leonida Robbiano       | 7º posto in Serie C/A                        |
| Rivarolese   | dettagli | GE-Rivarolo            | Stadio Torbella               | 1º posto in Promozione Lega Nord/A, promosso |
| Sanremese    | dettagli | Sanremo (IM)           | Stadio comunale               | 4º posto in Serie C/A                        |
| Savona       | dettagli | Savona                 | Campo di Corso Ricci          | 2º posto in Serie C/A                        |
| Seregno      | dettagli | Seregno (MI)           | Stadio Ferruccio Trabattoni   | 21º posto in Serie B, retrocesso             |
| Sestrese     | dettagli | GE-Sestri Ponente      | Campo Giuseppe Piccardo       | 18º posto in Serie C/A                       |
| Varese       | dettagli | Varese                 | Campo di Masnago              | 10º posto in Serie C/A                       |
| Villasanta   | dettagli | Villasanta (MI)        | Campo sportivo comunale       | 1º posto in Promozione Lega Nord/C, promosso |
| Vogherese    | dettagli | Voghera (PV)           | Stadio comunale               | 5º posto in Serie C/A                        |

### Classifica finale
|  | Pos. | Squadra      | Pt | G  | V  | N  | P  | GF | GS | DR  |
|  | ---- | ------------ | -- | -- | -- | -- | -- | -- | -- | --- |
|  | 1.   | Seregno      | 55 | 42 | 23 | 9  | 10 | 68 | 35 | +33 |
|  | 2.   | Mortara      | 55 | 42 | 22 | 11 | 9  | 61 | 43 | +18 |
|  | 3.   | Crema        | 52 | 42 | 20 | 12 | 10 | 63 | 35 | +28 |
|  | 3.   | Sanremese    | 52 | 42 | 23 | 6  | 13 | 83 | 57 | +26 |
|  | 5.   | Monza        | 51 | 42 | 20 | 11 | 11 | 79 | 43 | +36 |
|  | 6.   | Pavia        | 50 | 42 | 20 | 10 | 12 | 71 | 51 | +20 |
|  | 7.   | Savona       | 48 | 42 | 22 | 4  | 16 | 74 | 62 | +12 |
|  | 7.   | Casale       | 48 | 42 | 18 | 12 | 12 | 51 | 47 | +4  |
|  | 9.   | Varese       | 47 | 42 | 18 | 11 | 13 | 74 | 69 | +5  |
|  | 10.  | Gallaratese  | 45 | 42 | 17 | 11 | 14 | 63 | 57 | +6  |
|  | 11.  | Villasanta   | 41 | 42 | 17 | 7  | 18 | 57 | 63 | -6  |
|  | 12.  | Biellese     | 40 | 42 | 16 | 8  | 18 | 48 | 48 | 0   |
|  | 12.  | Fossanese    | 40 | 42 | 16 | 8  | 18 | 59 | 64 | -5  |
|  | 12.  | Omegna       | 40 | 42 | 15 | 10 | 17 | 62 | 77 | -15 |
|  | 12.  | Sestrese     | 40 | 42 | 15 | 10 | 17 | 67 | 87 | -20 |
|  | 16.  | Luino        | 37 | 42 | 12 | 13 | 17 | 50 | 62 | -12 |
|  | 17.  | Pro Vercelli | 37 | 42 | 15 | 7  | 20 | 46 | 48 | -2  |
|  | 18.  | Rivarolese   | 36 | 42 | 13 | 10 | 19 | 58 | 71 | -13 |
|  | 19.  | Pro Lissone  | 30 | 42 | 10 | 10 | 22 | 51 | 76 | -25 |
|  | 20.  | Vogherese    | 29 | 42 | 9  | 11 | 22 | 48 | 73 | -25 |
|  | 21.  | Asti         | 28 | 42 | 9  | 10 | 23 | 46 | 77 | -31 |
|  | 22.  | Parabiago    | 23 | 42 | 9  | 5  | 28 | 47 | 81 | -34 |

Legenda:
      Promosso in Serie B 1950-1951.
      Retrocesso in Promozione 1950-1951.
 Retrocessione diretta.
Note:
Due punti a vittoria, uno a pareggio, zero a sconfitta.
Il Mortara rinuncia volontariamente allo spareggio promozione con l'ex aequo Seregno.
Pro Vercelli retrocessa dopo spareggio con l'ex aequo Luino, ma poi riammessa in Serie C.

### Risultati

#### Spareggio salvezza
|       | Risultati |              | Luogo e data           |
| ----- | --------- | ------------ | ---------------------- |
| Luino | 1-0 (dts) | Pro Vercelli | Legnano, 2 luglio 1950 |
|       |           |              |                        |

## Girone B

### Squadre partecipanti
| Club              | Stagione | Città                      | Stadio                       | Stagione precedente                  |
| ----------------- | -------- | -------------------------- | ---------------------------- | ------------------------------------ |
| Baracca Lugo      | dettagli | Lugo (RA)                  | Stadio comunale di via Viola | 7º posto in Serie C/B                |
| Bolzano           | dettagli | Bolzano                    | Stadio Druso                 | 9º posto in Serie C/B                |
| Bondenese         | dettagli | Bondeno (FE)               | Stadio comunale              | 15º posto in Serie C/B               |
| Cesena            | dettagli | Cesena (FO)                | Ippodromo del Savio          | 8º posto in Serie C/B                |
| Edera Trieste     | dettagli | Trieste                    | Campo di Montebello          | 15º posto in Serie C/B               |
| Imolese           | dettagli | Imola (BO)                 | Stadio Alessandro Maino      | 1º posto in Promozione Lega Centro/G |
| Libertas Trieste  | dettagli | Trieste                    | Stadio comunale              | 2º posto in Serie C/B                |
| Luparense         | dettagli | San Martino di Lupari (PD) | Stadio comunale              | 1º posto in Promozione Lega Nord/E   |
| Mantova           | dettagli | Mantova                    | Stadio Danilo Martelli       | 5º posto in Serie C/B                |
| Marzotto Valdagno | dettagli | Valdagno (VI)              | Stadio dei Fiori             | 12º posto in Serie C/B               |
| Mestrina          | dettagli | VE-Mestre                  | Stadio Francesco Baracca     | 4º posto in Serie C/B                |
| Pro Palazzolo     | dettagli | Palazzolo sull'Oglio (BS)  | Stadio comunale              | 12º posto in Serie C/B               |
| Parma             | dettagli | Parma                      | Stadio Ennio Tardini         | 19º posto in Serie B, retrocesso     |
| Piacenza          | dettagli | Piacenza                   | Stadio Barriera Genova       | 18º posto in Serie C/A               |
| Pro Gorizia       | dettagli | Gorizia                    | Stadio Campagnuzza           | 5º posto in Serie C/B                |
| Pro Rovigo        | dettagli | Rovigo                     | Stadio Tre Martiri           | 5º posto in Serie C/B                |
| Rimini            | dettagli | Rimini (FO)                | Stadio comunale              | 9º posto in Serie C/B                |
| Sandonà 1922      | dettagli | San Donà di Piave (VE)     | Stadio Verino Zanutto        | 1º posto in Promozione Lega Nord/F   |
| Sebinia Lovere    | dettagli | Lovere (BG)                | Stadio comunale              | 1º posto in Promozione Lega Nord/D   |
| Treviso           | dettagli | Treviso                    | Stadio comunale              | 3º posto in Serie C/B                |
| Vita Nova         | dettagli | Ponte San Pietro (BG)      | Stadio Matteo Legler         | 15º posto in Serie C/B               |

### Classifica finale
|  | Pos. | Squadra           | Pt | G  | V  | N  | P  | GF | GS | DR  |
|  | ---- | ----------------- | -- | -- | -- | -- | -- | -- | -- | --- |
|  | 1.   | Treviso           | 52 | 40 | 20 | 12 | 8  | 69 | 38 | +31 |
|  | 2.   | Parma             | 51 | 40 | 21 | 9  | 10 | 64 | 28 | +36 |
|  | 3.   | Marzoli Palazzolo | 49 | 40 | 16 | 17 | 7  | 60 | 41 | +19 |
|  | 4.   | Libertas Trieste  | 48 | 40 | 16 | 16 | 8  | 69 | 54 | +15 |
|  | 4.   | Marzotto Valdagno | 48 | 40 | 19 | 10 | 11 | 73 | 59 | +14 |
|  | 6.   | Vita Nova         | 47 | 40 | 16 | 15 | 9  | 52 | 34 | +18 |
|  | 6.   | Piacenza          | 47 | 40 | 21 | 5  | 14 | 66 | 58 | +8  |
|  | 8.   | Sandonà 1922      | 45 | 40 | 17 | 11 | 12 | 65 | 55 | +10 |
|  | 9.   | Mantova           | 43 | 40 | 14 | 15 | 11 | 61 | 41 | +20 |
|  | 10.  | Edera Trieste     | 41 | 40 | 16 | 9  | 15 | 71 | 63 | +8  |
|  | 11.  | Rimini            | 40 | 40 | 16 | 8  | 16 | 58 | 59 | -1  |
|  | 12.  | Cesena            | 39 | 40 | 15 | 9  | 16 | 55 | 54 | +1  |
|  | 12.  | Bolzano           | 39 | 40 | 15 | 9  | 16 | 60 | 61 | -1  |
|  | 14.  | Mestrina          | 38 | 40 | 14 | 10 | 16 | 47 | 47 | 0   |
|  | 15.  | Pro Gorizia       | 38 | 40 | 15 | 8  | 17 | 67 | 68 | -1  |
|  | 16.  | Luparense         | 38 | 40 | 13 | 12 | 15 | 56 | 65 | -9  |
|  | 17.  | Imolese           | 36 | 40 | 13 | 10 | 17 | 52 | 64 | -12 |
|  | 18.  | Rovigo            | 30 | 40 | 9  | 12 | 19 | 43 | 70 | -27 |
|  | 19.  | Sebinia Lovere    | 27 | 40 | 8  | 11 | 21 | 36 | 73 | -37 |
|  | 20.  | Bondenese         | 26 | 40 | 8  | 10 | 22 | 47 | 80 | -33 |
|  | 21.  | Baracca Lugo      | 18 | 40 | 5  | 8  | 27 | 29 | 88 | -59 |

Legenda:
      Promosso in Serie B 1950-1951.
      Retrocesso in Promozione 1950-1951.
 Retrocessione diretta.
Note:
Due punti a vittoria, uno a pareggio, zero a sconfitta.
La Luparense retrocede dopo aver perso il girone di spareggi salvezza con le ex aequo Mestrina e Pro Gorizia.

### Risultati

#### Spareggi salvezza

##### Classifica
|  | Pos. | Squadra     | Pt | G | V | N | P | GF | GS | DR |
|  | ---- | ----------- | -- | - | - | - | - | -- | -- | -- |
|  | 1.   | Mestrina    | 3  | 2 | 1 | 1 | 0 | 3  | 1  | +2 |
|  | 2.   | Pro Gorizia | 2  | 2 | 0 | 2 | 0 | 2  | 2  | 0  |
|  | 3.   | Luparense   | 1  | 2 | 0 | 1 | 1 | 1  | 2  | -1 |

##### Incontri
|             | Risultati |             | Luogo e data               |
| ----------- | --------- | ----------- | -------------------------- |
| Luparense   | 1-1       | Pro Gorizia | Portogruaro, 2 luglio 1950 |
|             |           |             |                            |
| Pro Gorizia | 1-1       | Mestrina    | Portogruaro, 9 luglio 1950 |
|             |           |             |                            |
| Mestrina    | 2-0       | Luparense   | Vicenza, 16 luglio 1950    |
|             |           |             |                            |

## Girone C

### Squadre partecipanti
| Club             | Stagione | Città                                        | Stadio                     | Stagione precedente                  |
| ---------------- | -------- | -------------------------------------------- | -------------------------- | ------------------------------------ |
| Anconitana       | dettagli | Ancona                                       | Stadio Dorico              | 9º posto in Serie C/C                |
| Arezzo           | dettagli | Arezzo                                       | Stadio comunale            | 9º posto in Serie C/C                |
| Cagliari         | dettagli | Cagliari                                     | Stadio comunale            | 15º posto in Serie C/C               |
| Carbosarda       | dettagli | Carbonia (CA)                                | Stadio comunale            | 14º posto in Serie C/C               |
| Carrarese        | dettagli | Carrara (MS)                                 | Campo viale XX Settembre   | 2º posto in Serie C/C                |
| Grosseto         | dettagli | Grosseto                                     | Stadio comunale            | 3º posto in Serie C/C                |
| Jesi             | dettagli | Jesi (AN)                                    | Stadio comunale            | 1º posto in Promozione Lega Centro/L |
| Latina           | dettagli | Latina                                       | Stadio comunale            | 1º posto in Promozione Lega Centro/I |
| Maceratese       | dettagli | Mantova                                      | Stadio della Vittoria      | 5º posto in Serie C/C                |
| Monsummanese     | dettagli | Monsummano Terme (PT)                        | Stadio comunale            | 7º posto in Serie C/C                |
| Perugia          | dettagli | Perugia                                      | Stadio Santa Giuliana      | 18º posto in Serie C/C               |
| Pescara          | dettagli | Pescara                                      | Campo Rampigna             | 21º posto in Serie B, retrocesso     |
| Piombino         | dettagli | Piombino (LI)                                | Stadio Magona d'Italia     | 4º posto in Serie C/C                |
| Pistoiese        | dettagli | Pistoia                                      | Stadio di Monteoliveto     | 12º posto in Serie C/C               |
| Rosignano Solvay | dettagli | Rosignano Solvay di Rosignano Marittimo (LI) | Campo Ernesto Solvay       | 6º posto in Serie C/C                |
| Sambenedettese   | dettagli | San Benedetto del Tronto (AP)                | Stadio Tommaso Marchegiani | 8º posto in Serie C/C                |
| Siena            | dettagli | Siena                                        | Stadio del Rastrello       | 17º posto in Serie C/C               |
| Signa            | dettagli | Signa (FI)                                   | Stadio del Bisenzio        | 1º posto in Promozione Lega Centro/H |
| Ternana          | dettagli | Terni                                        | Stadio Viale Brin          | 12º posto in Serie C/C               |
| Tivoli           | dettagli | Tivoli (RM)                                  | Campo Ripoli               | 15º posto in Serie C/C               |
| Vigor Fucecchio  | dettagli | Fucecchio (FI)                               | Stadio Filippo Corsini     | 9º posto in Serie C/C                |

### Classifica finale
|  | Pos. | Squadra              | Pt | G  | V  | N  | P  | GF | GS  | DR  |
|  | ---- | -------------------- | -- | -- | -- | -- | -- | -- | --- | --- |
|  | 1.   | Anconitana           | 58 | 40 | 25 | 8  | 7  | 79 | 30  | +49 |
|  | 2.   | Piombino             | 56 | 40 | 25 | 6  | 9  | 84 | 45  | +39 |
|  | 3.   | Sambenedettese       | 49 | 40 | 20 | 9  | 11 | 78 | 44  | +34 |
|  | 3.   | Siena                | 49 | 40 | 19 | 11 | 10 | 70 | 53  | +17 |
|  | 5.   | Maceratese           | 46 | 40 | 18 | 10 | 12 | 85 | 67  | +18 |
|  | 6.   | Cagliari             | 45 | 40 | 19 | 7  | 14 | 67 | 55  | +12 |
|  | 7.   | Jesina               | 44 | 40 | 17 | 10 | 13 | 69 | 56  | +13 |
|  | 8.   | Carrarese            | 42 | 40 | 16 | 10 | 14 | 70 | 51  | +19 |
|  | 8.   | Arezzo               | 42 | 40 | 18 | 6  | 16 | 51 | 58  | -7  |
|  | 10.  | Carbosarda           | 40 | 40 | 15 | 10 | 15 | 59 | 46  | +13 |
|  | 10.  | Rosignano Solvay     | 40 | 40 | 13 | 14 | 13 | 47 | 47  | 0   |
|  | 10.  | Pistoiese            | 40 | 40 | 16 | 8  | 16 | 64 | 65  | -1  |
|  | 10.  | Le Signe             | 40 | 40 | 17 | 6  | 17 | 64 | 70  | -6  |
|  | 14.  | Grosseto             | 39 | 40 | 17 | 5  | 18 | 66 | 69  | -3  |
|  | 14.  | Latina               | 39 | 40 | 13 | 13 | 14 | 56 | 62  | -6  |
|  | 16.  | Perugia              | 38 | 40 | 15 | 8  | 17 | 52 | 58  | -6  |
|  | 17.  | Pescara              | 36 | 40 | 14 | 8  | 18 | 43 | 62  | -19 |
|  | 18.  | Tivoli               | 33 | 40 | 13 | 7  | 20 | 39 | 57  | -18 |
|  | 19.  | Monsummanese         | 30 | 40 | 10 | 10 | 20 | 33 | 58  | -25 |
|  | 20.  | Ternana              | 17 | 40 | 6  | 5  | 29 | 35 | 92  | -57 |
|  | 21.  | Vigor Fucecchio (-1) | 16 | 40 | 5  | 7  | 28 | 36 | 103 | -67 |

Legenda:
      Promosso in Serie B 1950-1951.
      Retrocesso in Promozione 1950-1951.
Note:
Due punti a vittoria, uno a pareggio, zero a sconfitta.
Fucecchio penalizzato con la sottrazione di 1 punto in classifica.
Perugia poi riammesso in Serie C.

## Girone D
Come l'anno precedente, anche questa edizione del girone meridionale di terza serie si concluse con uno scandalo di corruzione. Stavolta fu protagonista il Messina, che dopo la fine del torneo fu accusato di aver pagato il Cosenza per perdere lo spareggio. La Lega Nazionale intervenne in maniera draconiana, decretando il 31 agosto la squalifica e la retrocessione dei siciliani. L'esito di questa vicenda fu poi però diverso, in quanto la CAF cassò la sentenza per insufficienza di prove.

### Classifica finale
|  | Pos. | Squadra                   | Pt | G  | V  | N  | P  | GF | GS | DR  |
|  | ---- | ------------------------- | -- | -- | -- | -- | -- | -- | -- | --- |
|  | 1.   | Messina                   | 51 | 34 | 21 | 9  | 4  | 61 | 24 | +37 |
|  | 2.   | Cosenza                   | 51 | 34 | 21 | 9  | 4  | 64 | 28 | +36 |
|  | 3.   | Reggina                   | 47 | 34 | 20 | 7  | 7  | 68 | 33 | +35 |
|  | 4.   | Lecce                     | 43 | 34 | 18 | 7  | 9  | 58 | 29 | +29 |
|  | 5.   | Arsenale Messina          | 37 | 34 | 15 | 7  | 12 | 51 | 37 | +14 |
|  | 6.   | Crotone                   | 36 | 34 | 14 | 8  | 12 | 53 | 41 | +12 |
|  | 6.   | Benevento                 | 36 | 34 | 13 | 10 | 11 | 53 | 58 | -5  |
|  | 8.   | Brindisi                  | 34 | 34 | 13 | 8  | 13 | 52 | 57 | -5  |
|  | 9.   | Torrese                   | 32 | 34 | 13 | 6  | 15 | 58 | 58 | 0   |
|  | 9.   | Foggia                    | 32 | 34 | 12 | 8  | 14 | 57 | 62 | -5  |
|  | 11.  | Catanzaro                 | 31 | 34 | 12 | 7  | 15 | 49 | 47 | +2  |
|  | 11.  | Acireale                  | 31 | 34 | 10 | 11 | 13 | 35 | 46 | -11 |
|  | 13.  | Stabia                    | 30 | 34 | 10 | 10 | 14 | 32 | 44 | -12 |
|  | 14.  | Igea Virtus               | 29 | 34 | 9  | 11 | 14 | 24 | 37 | -13 |
|  | 15.  | Marsala                   | 28 | 34 | 8  | 12 | 14 | 43 | 58 | -15 |
|  | 16.  | Nocerina                  | 26 | 34 | 9  | 8  | 17 | 41 | 62 | -21 |
|  | 17.  | Drepanum                  | 21 | 34 | 7  | 7  | 20 | 32 | 65 | -33 |
|  | 18.  | Juve Alfa Pomigliano (-1) | 16 | 34 | 5  | 7  | 22 | 33 | 78 | -45 |

Legenda:
      Promosso in Serie B 1950-1951.
      Retrocesso in Promozione 1950-1951.
Note:
Due punti a vittoria, uno a pareggio, zero a sconfitta.
Messina promosso in Serie B dopo aver vinto gli spareggi promozione contro l'ex aequo Cosenza.
J.A. Pomigliano penalizzato con la sottrazione di 1 punto in classifica.
Marsala e Igea Virtus poi riammessi in Serie C.

### Risultati

#### Spareggi promozione
|         | Risultati |         | Luogo e data           |
| ------- | --------- | ------- | ---------------------- |
| Messina | 1-1       | Cosenza | Salerno, 4 giugno 1950 |
|         |           |         |                        |

- Ripetizione

|         | Risultati |         | Luogo e data         |
| ------- | --------- | ------- | -------------------- |
| Messina | 6-1       | Cosenza | Como, 11 giugno 1950 |
|         |           |         |                      |